# Reacción de Prileschajew
La reacción de Prileschajew o reacción de Prilezhaev es una reacción química que permite la obtención de epóxidos a partir de alquenos. La reacción recibe su nombre en honor a quien fue su descubridor en 1909, el químico ruso, Nikolaus Prileschajew.

## Mecanismo de reacción
La reacción de Prileschajew se produce en un solo paso, sin intermediarios de reacción.

La adición electrofílica (AE) del oxígeno del peroxiácido al doble enlace del alqueno, genera un reordenamiento electrónico en el peroxiácido; formándose el epóxido y un ácido carboxílico (RCOOH) como productos.